# Thelepus davehalli
Thelepus davehalli — вид багатощетинкових червів родини Terebellidae.

## Таксономія
Thelepus davehalli відокремлений у 2018 році з космополітичного виду Thelepus cincinnatus. Вид названий на честь британського дослідника водних екосистем Девіда Голла.

## Поширення
Вид поширений у Північно-Східній Атлантиці, Північному морі та на заході Середземного моря від східного узбережжя Гренландії до Неаполя.